# Erythroxylum cuneatum
Erythroxylum cuneatum là một loài thực vật có hoa trong họ Erythroxylaceae. Loài này được (Miq.) Kurz mô tả khoa học đầu tiên năm 1874.